# 阿努尔德
阿努尔德（法語：Anould，法語發音：[anuld] ⓘ），法国东北部城市，大东部大区孚日省的一个市镇，隶属于孚日圣迪耶区，其市镇面积为24.23平方公里，2022年1月1日时人口数量为3,262人，在法国城市中排名第3,283位。
阿努尔德位于孚日省东部，默尔特河畔，是一个区域性的中心城市，三个方向的公路在此交汇。

## 地名

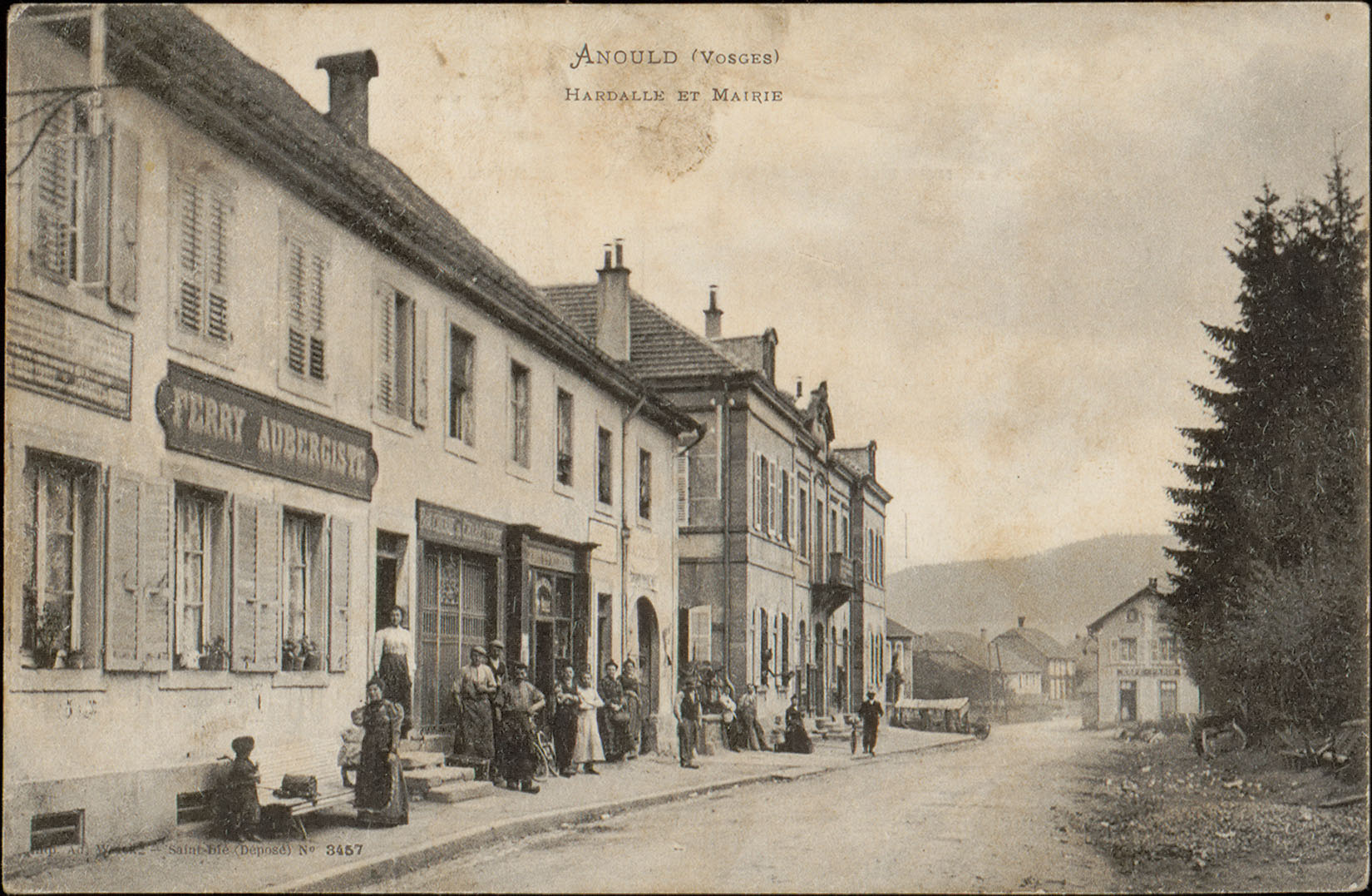
20世纪初的阿努尔德街头

“阿努尔德”一名来源尚存在争议，可能出自拉丁语“Anoldium”，意为“节点”；亦可能出自拉丁语“Alnus”，意为“柳树”。
“Anould”发音为[anuld]，末尾字母“ld”发音，《世界地名翻译大辞典》与《世界地名译名词典》将其误译作“阿努”。

## 历史
根据当地官方网站的论述，阿努尔德最初于公元1225年被记载。中世纪末期，阿努尔德长期为一处普通农业村落。1594年，阿努尔德被划入南锡辖区。1654年，法尔斯堡王后洛林的亨丽埃特继承了阿努尔德。1710年，阿努尔德被划入圣迪耶辖区。法国大革命后，阿努尔德成为孚日省的一个市镇。1876年，途径阿努尔德的圣莱奥纳尔－弗赖兹铁路建成通车，后于1988年关闭。工业革命期间，阿努尔德曾因编钟生产而兴盛。第二次世界大战期间，阿努尔德曾遭到纳粹德军的占领，当地超过一千七百处房屋及建筑被烧毁。

## 地理

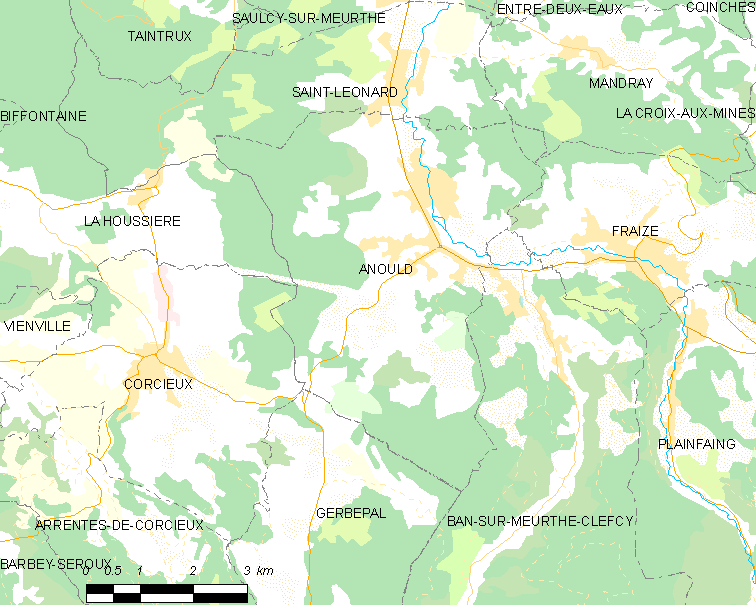
阿努尔德市镇范围地图

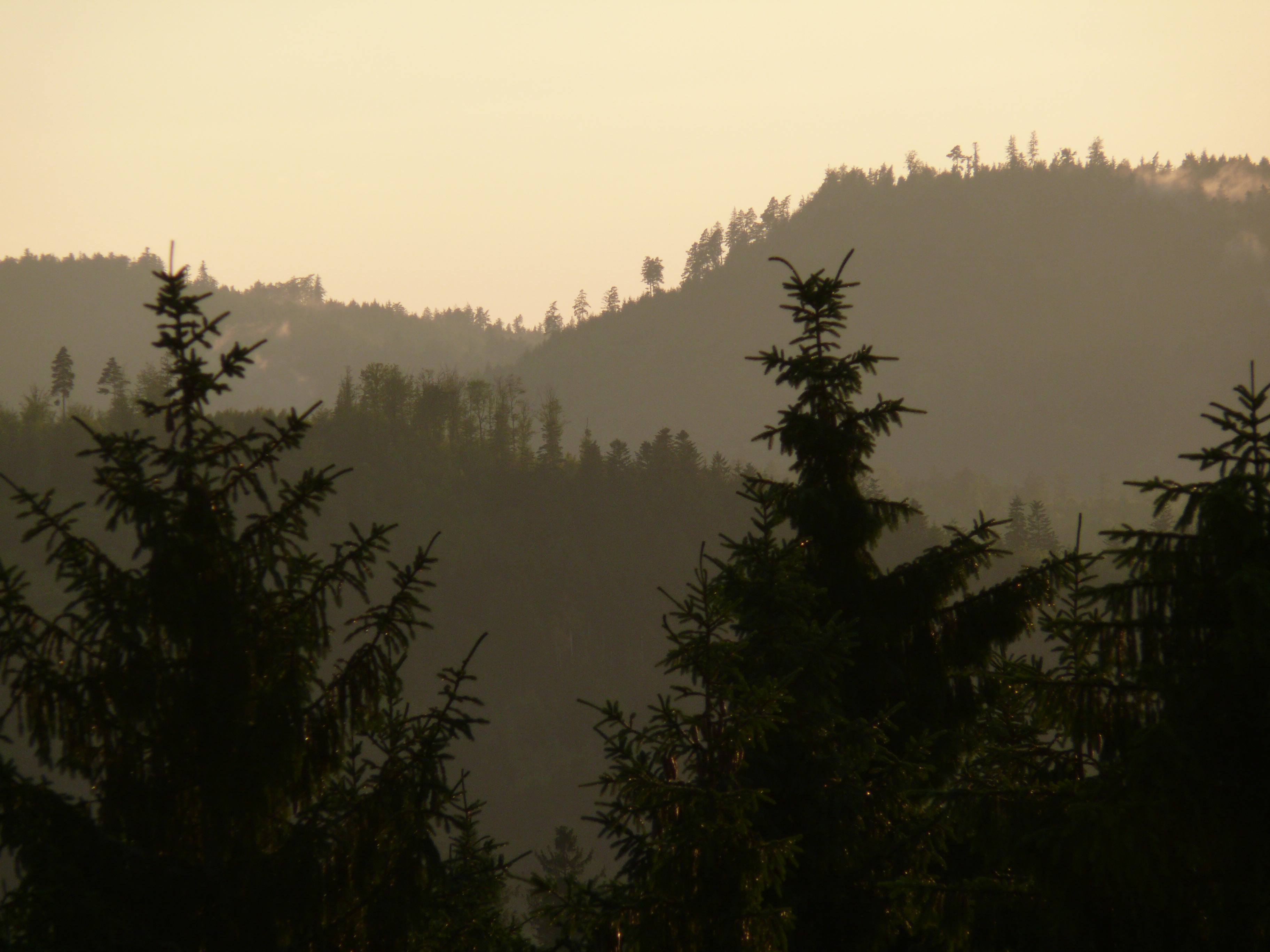
阿努尔德附近的林地

阿努尔德位于法国东北部，大东部大区东部和孚日省东部，距离省会埃皮纳勒大约45公里。与阿努尔德接壤的市镇包括：圣莱奥纳尔、拉乌西耶尔、默尔特河畔邦-克莱夫西、科尔雪、弗赖兹、热贝帕勒。

### 地形
阿努尔德位于孚日山腹地，境内以山地及河谷平原为主，市镇中心位于一处地势较为开阔的山间平原地带。阿努尔德市区沿地势向北、东南和西南三个方向延伸，呈三角形分布，其四周则多为山地，全境海拔在419到933米之间。

### 水文
阿努尔德位于莱茵河流域，默尔特河自东南向北流经阿努尔德，另有一条名为“Anoux”的小溪与之平行流经镇中心西部。

### 植被
阿努尔德属于温带阔叶混交林区，部分高海拔地区有针叶林分布。林地主要分布于市区四周的山地地区。
在鲜花城市的评比中，阿努尔德被评为2星级鲜花城市。

### 气候
阿努尔德在柯本气候分类法中属于带有温带海洋性气候特征的山地气候。

## 行政区划
阿努尔德的市镇编号为88009，邮政编号为88650。
在行政管理方面，阿努尔德隶属于法国大东部大区孚日省孚日圣迪耶区；在地方选举方面，阿努尔德隶属于热拉尔梅县，其市镇范围全境被划入孚日省第二选区；在社会管理方面，阿努尔德是孚日圣迪耶城市圈公共社区的组成部分。
法国国家统计与经济研究所（简称）在进行数据统计时，将阿努尔德及相邻的另外15个市镇设为孚日圣迪耶城市核心区，并将包括核心区在内的周边共37个市镇划为孚日圣迪耶城市区。自2020年起，孚日圣迪耶城市区被包含47个市镇的孚日圣迪耶城市辐射区代替。此外，还将阿努尔德市镇整体看作一个“块区”（IRIS），以便于统计人口分布情况。

## 交通

### 公路
孚日省省道D8线和D415线在阿努尔德境内交汇，大东部大区下属的城际客运提供巴士线路，可前往孚日圣迪耶及热拉尔梅。
2018年，74.7%的阿努尔德家庭拥有至少一辆私人汽车。2017年，阿努尔德境内共发生各类交通事故5起，造成7人受伤。
| 24 | 46 |

| 埃皮纳勒 | 45 |

| 孚日圣迪耶 | 13 |

| 布吕耶尔 | 21 |

### 铁路

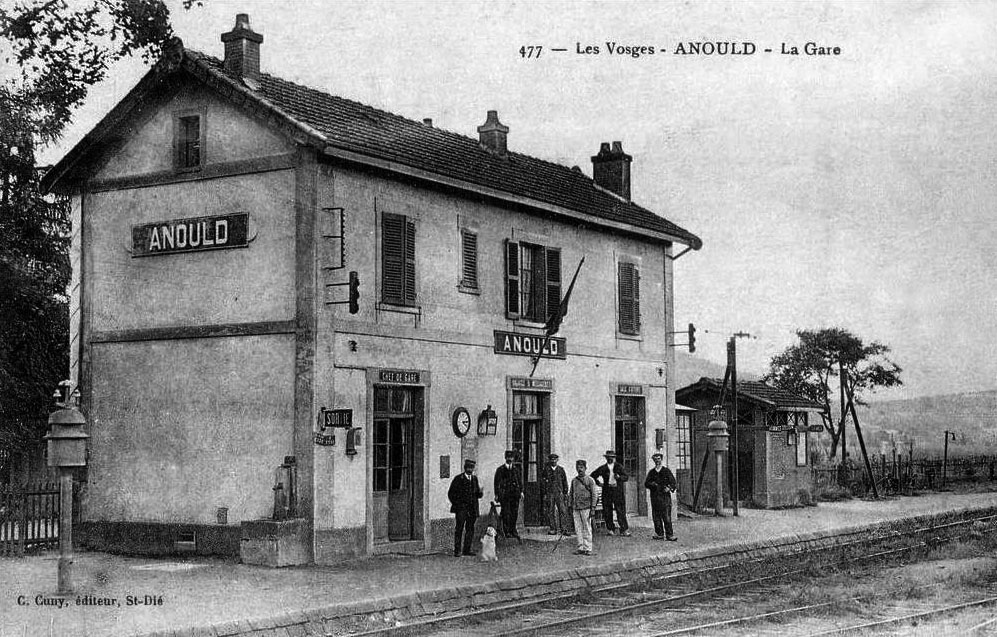
20世纪初的阿努尔德火车站

阿努尔德位于圣莱奥纳尔－弗赖兹上，该铁路已于1988年关闭。
距离阿努尔德最近的运营中的客运铁路车站为12公里外的孚日圣迪耶站，该站开行前往巴黎的高速列车，并停靠前往南锡、斯特拉斯堡和埃皮纳勒三个方向的区域列车。

### 航空
距离阿努尔德最近的民用航空站为机场，距离阿努尔德市中心的公路里程约89公里。

### 城市公共交通
截至2022年9月，阿努尔德暂无城市公共交通系统。

## 政治

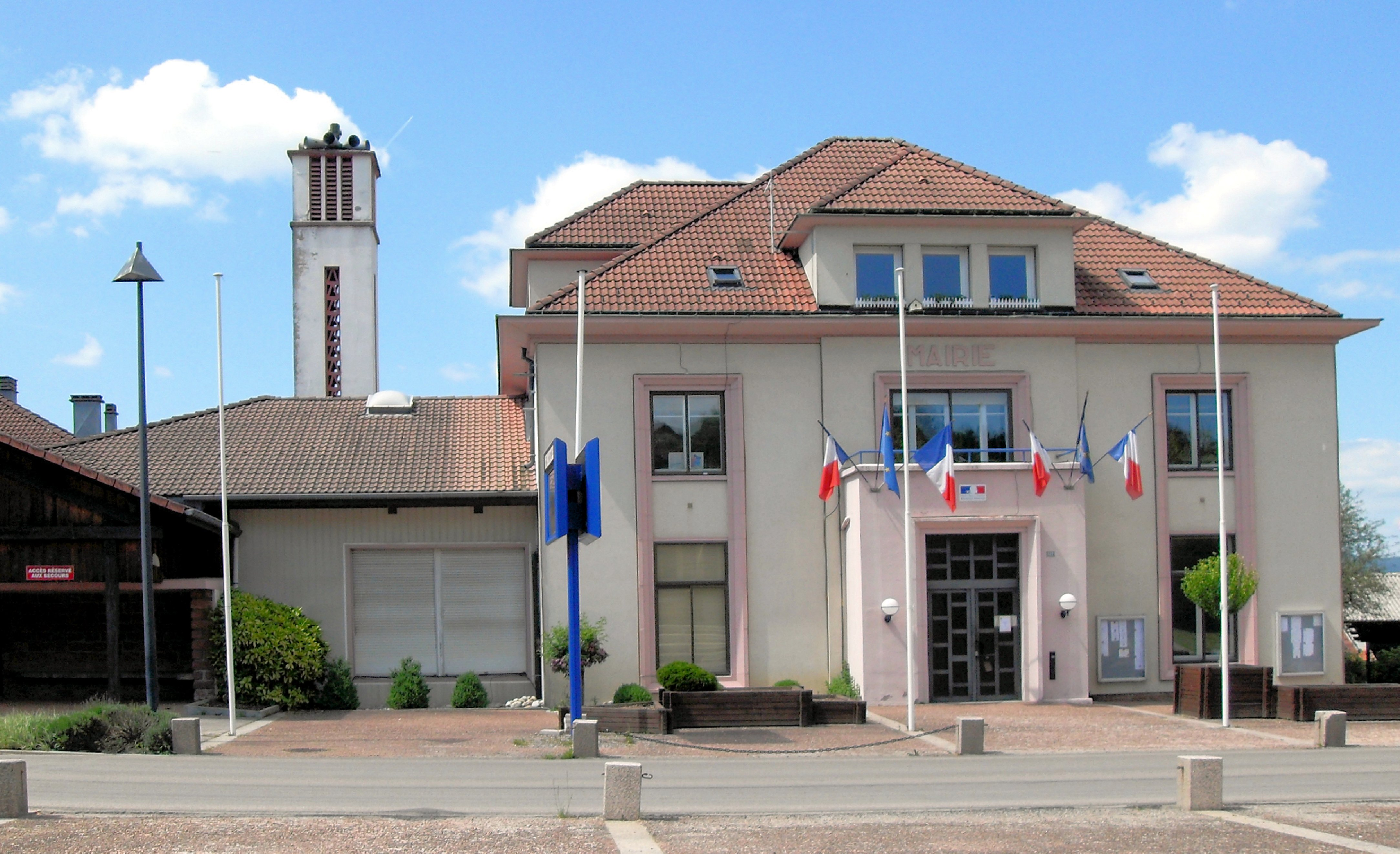
阿努尔德市政厅

阿努尔德的现任市长为雅克·埃坦先生（Jacques HESTIN），他是一名右翼无党派人士，在2020年的市政选举中获得了100%的支持率（无其他候选人）。
在2022年的法国总统大选中，法国极右翼政党国民阵线主席玛丽娜·勒庞在阿努尔德获得了63.29%的支持率。

## 人口
2018年，阿努尔德市镇人口数量为3,363，在法国排名第3,283位。其中男性1,636人，女性1,727人，75岁及以上人口占7.9%，外籍人口数量为580人，人口密度为139人/平方公里，当地居民被称为（男性）或（女性）。2019年，阿努尔德境内出生25人，死亡人口27人。
| 阿努尔德1901年－2019年人口变化情况 |
|                                    |
| 数据来源：Cassini、INSEE           |

## 经济
阿努尔德是一个区域性的中心城市。截止2022年9月，阿努尔德市镇范围内共有各类用人单位（包含自雇）481家，平均历史为14年，其中99.58%为中小型企业（PME），2022年7月至9月间，当地的经济活力指数为0.83%。（零售）和（房屋施工）是当地2021年营业额最高的三个企业，分别为17,319,954欧元和1,849,026欧元。

## 财政与居民收入
2020年，阿努尔德的财政收入总额为2,246,390欧元，财政支出总额为2,015,610欧元，当年的债务总额为544,040欧元。2021年，阿努尔德市镇共获得593,472欧元的国家财政补助，比上一年增加了2.13%。
2020年，阿努尔德的人均月收入总额为2,011欧元，其中高级职员为3,340欧元，低于法国平均水平（4,230欧元）；中级职员为2,331欧元，低于法国平均水平（2,411欧元）；普通职员为1,629欧元，亦低于法国平均水平（1,740欧元）。
2018年，阿努尔德境内的青壮年（15至64岁）失业率为15.1%，当地47.9%的家庭拥有纳税资格，平均纳税1,742欧元，低于法国平均水平（3,910欧元）。

## 社会事务

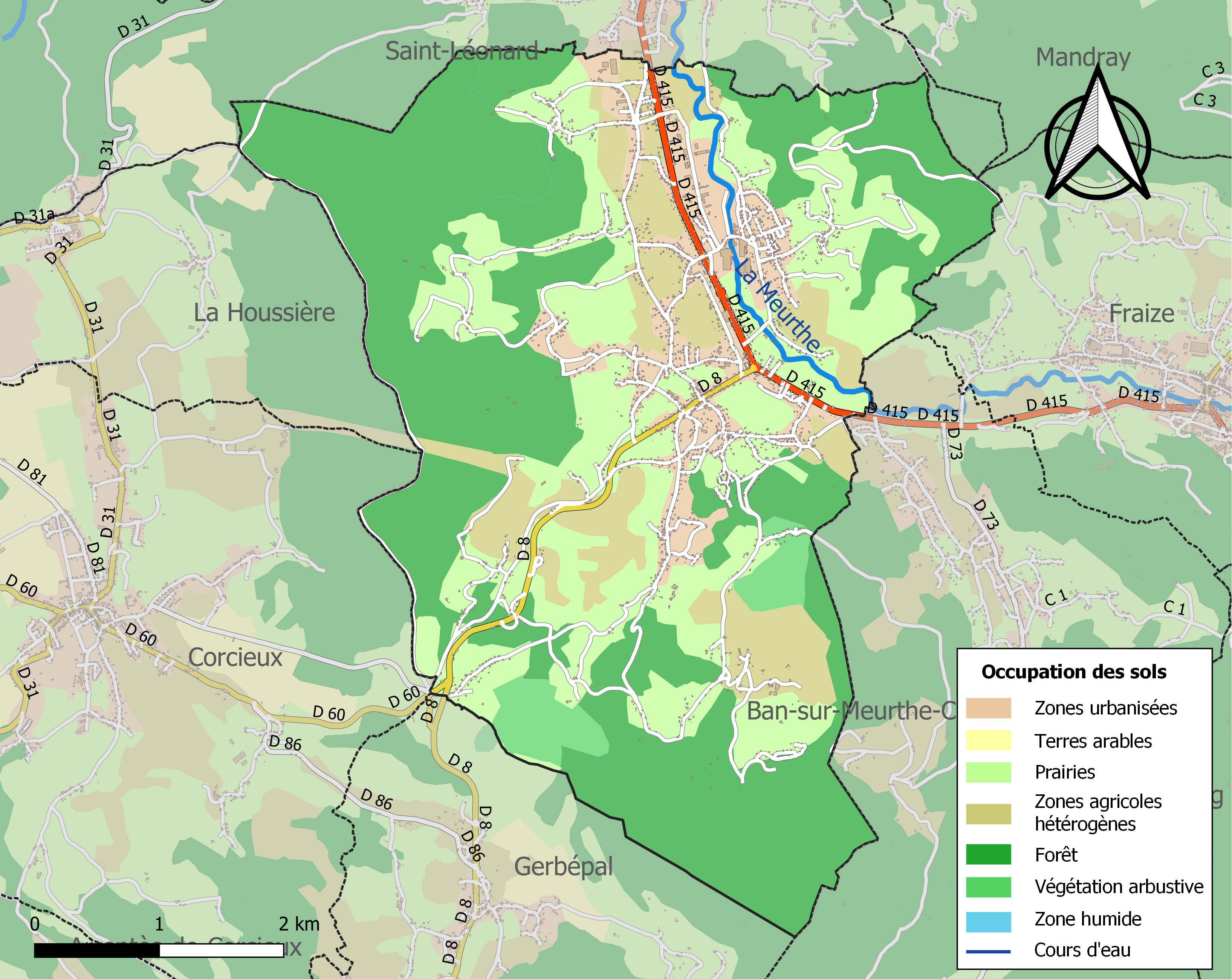
阿努尔德土地利用情况地图

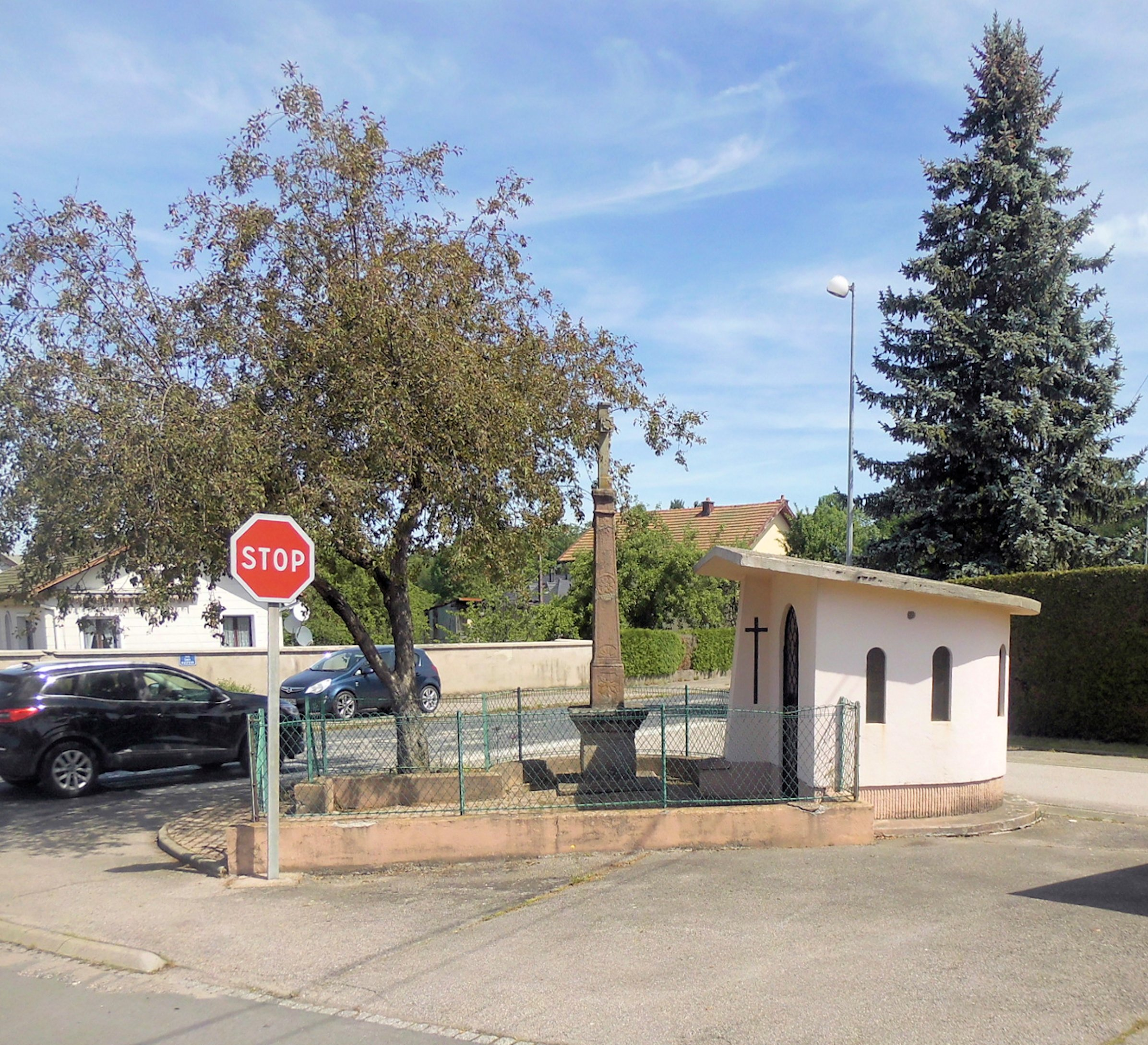
阿努尔德街头的一处祷告室

### 教育
阿努尔德属于南锡-梅斯学区。截止2020年1月1日，阿努尔德境内共有1所幼儿园和2所小学。

### 医疗
截止2020年1月1日，阿努尔德境内共有全科医生2名、保健师4名、牙医2名和护士4名。境内共有药房1家。
距离阿努尔德最近的区域性医疗机构为“孚日山市际中心医院”（Centre Hospitalier Intercommunal Hôpitaux du Massif des Vosges），其主病区圣夏尔医院位于孚日圣迪耶，距离阿努尔德市区的正常车程约18分钟，该院设有床位265个，是当地规模最大的公立综合性医院。

### 住房
2018年，阿努尔德境内共有各类住房1,862套，其中79.1%为独立式居民区，20.7%为集中式居民区。常住房屋占阿努尔德市镇范围内居民建筑总量的80.8%。
在住房保障政策方面，2020年，阿努尔德境内共有220户家庭获得了住房经济补助，受益人数占总人口数量的6.5%，其中197份为房租补助。

### 商业
2019年，阿努尔德境内共有各类实体商铺83家，其中餐厅4家、大型超市2家、杂货店1家、面包房4家、美容美发店6家、汽车维修店13家。市区北部建有一家ALDI超市；镇中心则有一家Super U购物商场。

### 体育
2020年，阿努尔德境内共有1间体育馆、2处网球场、2处足球或橄榄球场以及1处篮球或排球场。
截至2022年9月，上默尔特前进体育会（Entente Sportive de la Haute Meurthe，编号582243）是阿努尔德境内唯一的一家注册足球俱乐部，其主队2022至2023赛季参加孚日省足球联赛乙组（法国第十级别），其主场为勒派尔球场（Stade du Pair）。

### 环境
阿努尔德的环境事务由其所属的孚日圣迪耶城市圈公共社区联合各级政府协调负责。2019年，阿努尔德境内共有2家污染企业。

### 治安
阿努尔德及其附近的共148个市镇是孚日圣迪耶国家宪兵队（zone gendarmerie de Saint-Dié-des-Vosges）的管辖范围。2020年，该宪兵队累计记录各类案件2,728起，其中盗窃类案件1,171起，经济类案件456起，毒品交易类案件160起。

## 文化

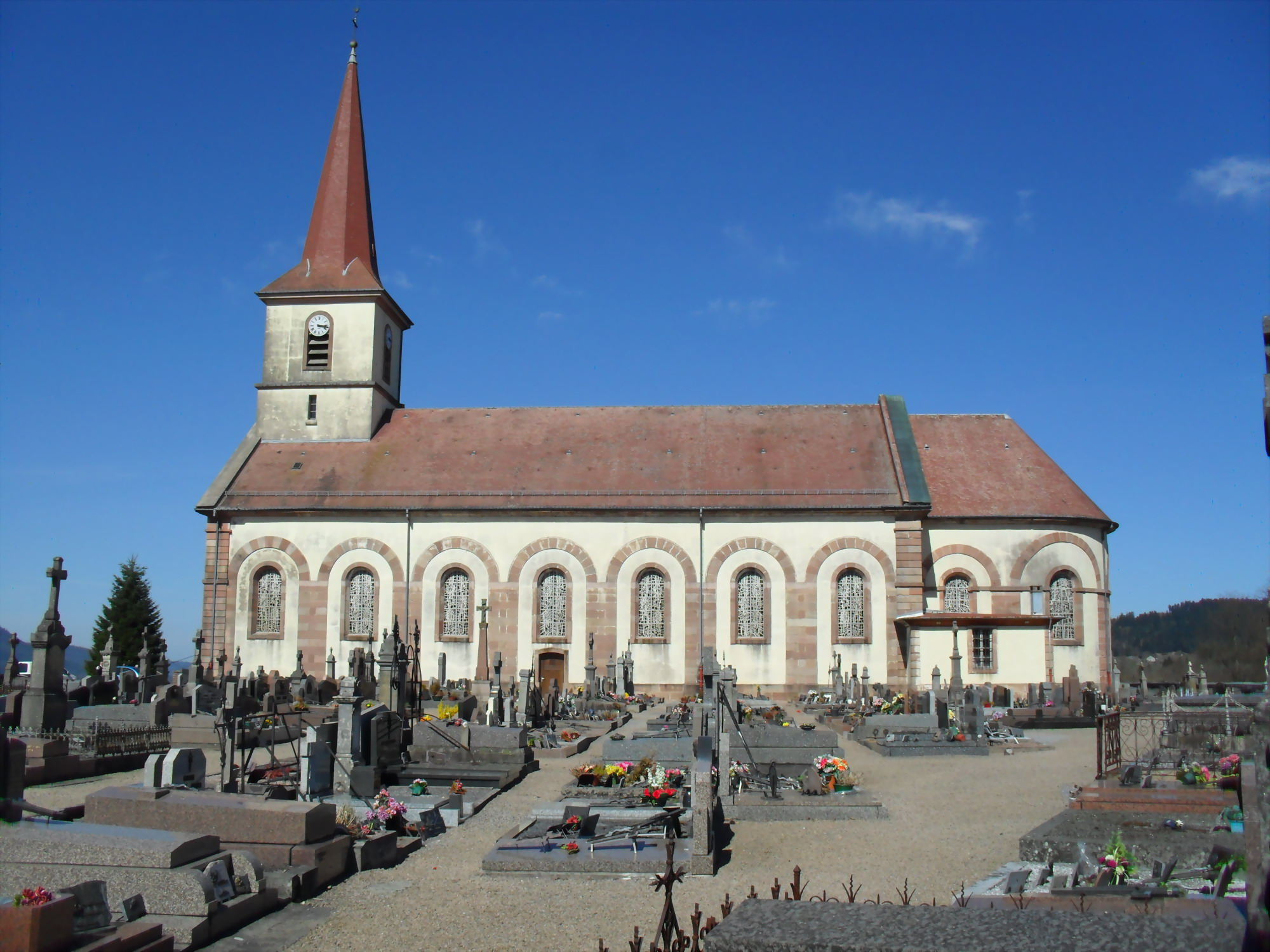
圣安托万教堂

2020年，阿努尔德境内暂无任何文化设施。阿努尔德市政府提供市政多媒体中心及图书馆，每周一、三、四、六向公众开放（暑期及节假日开放时间减少）。

### 建筑
阿努尔德境内有多处历史建筑，其中圣安托万教堂（Église Saint-Antoine d'Anould）是当地的地标性建筑物。

### 旅游
阿努尔德的旅游事务由其所属的孚日圣迪耶城市圈公共社区负责。2021年，阿努尔德境内共有0家酒店共计0间房间；另有1个露营地，可容纳共55辆露营车。

### 媒体
法国主要的媒体均可在阿努尔德接收，法国电视三台下属的大东部大区频道在部分时段播出阿努尔德所属区域的地方新闻。孚日电视台（Vosges TV）、蓝色法兰西南洛林广播、《孚日早报》、《百分百孚日》等为当地的主要地方性媒体。

## 友好城市
截至2022年9月，阿努尔德共与一座城市互为友好城市关系：
- 德国 舍内克

此外，二战结束后，法国中部城市蒙吕松曾帮助阿努尔德进行战后恢复重建，为纪念两地间的友谊，阿努尔德市中心的一处广场被命名为“Place de Montluçon”。